# République socialiste soviétique autonome de Kalmoukie
1935 – 1943
1958 – 1992
Entités précédentes :
- Oblast autonome kalmouk (RSFSR) (1935)
- Oblast autonome kalmouk (RSFSR) (1958)

Entités suivantes :
- Oblast d'Astrakhan (RSFSR) (1943)
- Oblast de Rostov (RSFSR) (1943)
- Oblast de Stalingrad (RSFSR) (1943)
- Kraï de Stavropol (RSFSR) (1943)
- République de Kalmoukie (fédération de Russie) (1992)

La république socialiste soviétique autonome (RSSA) de Kalmoukie était une république socialiste soviétique autonome au sein de la RSFS de Russie qui a existé au cours de deux périodes distinctes :
- la RSSA de Kalmoukie a été créée une première fois, le 22 octobre 1935, jusqu’à ce qu’elle soit abolie en 1943 ;
- la RSSA de Kalmoukie a été recréée une seconde fois en juillet 1958 ; elle a alors existé jusqu'au 31 mars 1992, date à laquelle elle a est devenue une république autonome au sein de la fédération de Russie.

L'astéroïde (2287) Kalmykia, découvert en 1977 par l'astronome soviétique Nikolaï Tchernykh, a été nommé d'après la RSSA de Kalmoukie.